# Ernesto Sabato
Ernesto Sabato (['saβato]; Rojas, Buenos Aires, 24 de junio de 1911-Santos Lugares, Buenos Aires, 30 de abril de 2011) fue un escritor, pintor y físico argentino. Su obra narrativa consiste en tres novelas: El túnel, Sobre héroes y tumbas y Abaddón el exterminador. También se destacó como ensayista en libros como Uno y el Universo, Hombres y engranajes, El escritor y sus fantasmas y Apologías y rechazos, en los que reflexiona sobre la condición humana, la vocación de la escritura o los problemas culturales del siglo XX. Fue el segundo argentino galardonado con el Premio Miguel de Cervantes (1984) luego de Jorge Luis Borges (1979).
Su longeva existencia lo llevó a ser un autor muy presente durante el siglo pasado y también durante la primera década del presente. Aunque se preparó para dedicarse a la física y a la investigación en este campo, su acercamiento al movimiento surrealista, especialmente a algunos escritores y artistas de esta corriente, torció de alguna manera su destino y terminó por darle rienda suelta a su inquietud como autor. Su visión existencialista —reflejada en las tramas tenebrosas de sus novelas pobladas de personajes extraviados de sus valores morales—, su manera de exponer ideas y conceptos, su facilidad retórica y la sapiencia a la hora de introducirse en la psicología de los individuos, lo erigieron en una de las grandes plumas de su tiempo y de su país.
En política, fue presidente de la Comisión Nacional sobre la Desaparición de Personas (CONADEP) y publicó un informe conocido por la famosa expresión Nunca más (también llamado Informe Sabato). La idea era juzgar a las Juntas militares de la dictadura cívico-militar que gobernó el país entre 1976 y 1983, el terrorismo de Estado ocurrido entre los años 1970 y 1980 y la desaparición de personas ocurrida durante esa época. También se llegó a detener a José Lopéz Rega, excomisario general de la Policía Federal Argentina y líder del grupo terrorista parapolicial Triple A.
A lo largo de la obra, Sabato reflexiona sobre la condición humana, la soledad, el paso del tiempo, la existencia del mal, la ciencia y la tecnología, entre otros temas. El autor cuestiona las complejidades de la existencia y ofrece una visión introspectiva sobre la naturaleza humana y su lugar en el cosmos.

## Biografía

### Primeros años
Ernesto Roque Sabato nació el 24 de junio de 1911 en la ciudad de Rojas (provincia de Buenos Aires), hijo de Francesco María Sabato y Giovannina Ferraro, inmigrantes italianos procedentes de Calabria. El padre era de Fuscaldo y la madre de San Martino di Finita, comunidad de origen arbëreshë (albaneses de Italia). Su familia pertenecía a la clase media y el propio Sabato la definió como «clásica y jerárquica». Sobre ellos declaró a uno de sus biógrafos: «Mi padre era severísimo y yo le tenía terror, mi madre me escondía debajo de la cama matrimonial para evitarme un castigo».
Fue el décimo de once hijos y nació poco tiempo después de la muerte de su noveno hermano, Ernesto José, Ernestito, por lo que él lleva su nombre.
Su hermano Arturo fue director de YPF durante el gobierno de Arturo Frondizi y Juan llegó a ser intendente de Rojas.
En 1924 egresó de la escuela primaria de Rojas y viajó a La Plata donde cursó sus estudios secundarios en el Colegio Nacional de La Plata, donde conoció al profesor Pedro Henríquez Ureña, a quien luego citaría como inspiración para su carrera literaria, y a Ezequiel Martínez Estrada. En 1929 ingresó a la Facultad de Ciencias Físico-Matemáticas de la Universidad Nacional de La Plata.
Fue un militante del movimiento de Reforma Universitaria, fundando el Grupo Insurrexit en 1933, de tendencia comunista, junto con Héctor P. Agosti, Ángel Hurtado de Mendoza y Paulino González Alberdi, entre otros.
En 1933 fue elegido secretario general de la Federación Juvenil Comunista. En un curso sobre marxismo conoció a Matilde Kusminsky Richter, una estudiante de diecisiete años, la cual abandonó la casa de sus padres para ir a vivir con él. En 1934 comenzó a tener dudas sobre el comunismo y sobre la dictadura de Iósif Stalin. El partido, que advirtió este cambio, decidió enviarlo por dos años a las Escuelas Leninistas de Moscú, en donde, según las palabras de Sabato:

Era un lugar en donde uno se curaba o terminaba en un gulag o en un hospital psiquiátrico.
Ernesto Sabato.

 Antes de Moscú, viajó a Bruselas como delegado del Partido Comunista de la Argentina al Congreso contra el Fascismo y la Guerra. Una vez allí, temiendo que al ir a Moscú no regresaría, abandonó el Congreso y huyó a París. Es ahí donde escribió su primera novela llamada La fuente muda. Regresó a Buenos Aires en 1936 y contrajo matrimonio por civil con Matilde Kusminsky Richter.

### Sus años como investigador
En 1937 obtuvo el Doctorado en Ciencias Físicas y Matemáticas en la Universidad Nacional de La Plata. Con el apoyo de Bernardo Houssay, que sería luego, en 1947, Premio Nobel de Medicina, le fue concedida una beca anual para realizar trabajos de investigación sobre radiaciones atómicas en el Laboratorio Curie en París. El 25 de mayo de 1938 nació su primer hijo, Jorge Federico. En París entró en contacto con el movimiento surrealista y con la obra de Óscar Domínguez, Benjamín Péret, Roberto Matta Echaurren, Esteban Francés, entre otros. Esto marcaría una profunda influencia en sus futuras obras.

Durante ese tiempo de antagonismos, por la mañana me sepultaba entre electrómetros y probetas y anochecía en los bares, con los delirantes surrealistas. En el Dome y en el Deux Magots, alcoholizados con aquellos heraldos del caos y la desmesura, pasábamos horas elaborando cadáveres exquisitos.
Ernesto Sabato.

En 1939 fue transferido al Instituto Tecnológico de Massachusetts (MIT), por lo que abandonó París antes del estallido de la Segunda Guerra Mundial. Regresó a la Argentina en 1940 con la decisión de abandonar la ciencia, pero para cumplir con quienes le habían otorgado la beca ejerció como profesor en la Universidad de La Plata, en la cátedra de ingreso a Ingeniería y en un postgrado sobre relatividad y mecánica cuántica, teniendo entre sus alumnos a Mario Bunge y José Antonio Balseiro.

En el Laboratorio Curie, en una de las más altas metas a las que podía aspirar un físico, me encontré vacío de sentido. Golpeado por el descreimiento, seguí avanzando por una fuerte inercia que mi alma rechazaba.
Ernesto Sabato

En una entrevista realizada en 1977 para Televisión Española afirma:

Yo trabajé en observatorios astronómicos... [y ellos] están llenos de neuróticos. Contra lo que bien puede pensar la gente de la calle, el astrónomo no es un hombre en paz. Un hombre que mira a las estrellas [lo hace] porque la Tierra no le sirve. En general es un evadido, generalmente son neuróticos y a veces hasta psicóticos. Son solitarios, son desajustados con el mundo los astrónomos, en general, puede haber excepciones. Si algún astrónomo me oye que no enoje demasiado, yo no estoy seguro a esta altura de mi vida de casi nada, pero son en general así. Son incluso misántropos, y uno busca lo que no tiene, yo no tenía orden y busqué el orden porque no lo tenía, y el orden por excelencia es el orden de las matemáticas.
Ernesto Sabato

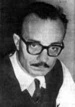
Ernesto Sabato en 1945

En 1943, debido a una crisis existencial, decidió alejarse de forma definitiva del área científica para dedicarse de lleno a la literatura y la pintura. Él definió a la ciencia como amoral porque «llevaría al mundo hacia el desastre». Se instaló entonces en Pantanillo, en la provincia de Córdoba, para residir en un rancho sin agua ni luz pero entregado a la escritura.En Antes del fin, sus memorias , refiere que ahí conoció al Che Guevara.
A fines de la Segunda Guerra Mundial, en 1945, nació su segundo hijo, Mario Sabato, quien de adulto sería un conocido director de cine. Ese mismo año se instaló con su familia en Santos Lugares, desde donde desarrolló toda su carrera de escritor.

### Carrera literaria
En 1941 apareció su primer trabajo literario, un artículo sobre La invención de Morel de Adolfo Bioy Casares, en la revista Teseo de La Plata. También publicó una colaboración en la revista Sur de Victoria Ocampo, por intervención de Pedro Henríquez Ureña. En 1942 continuó colaborando en aquella publicación con reseñas de libros, se encargó de la sección Calendario y participó del «Desagravio a Borges» en el n.º 94 de Sur. Publicó artículos en el diario La Nación y se presentó su traducción de Nacimiento y muerte del sol de George Gamow. Al año siguiente publicaría la traducción de El ABC de la relatividad de Bertrand Russell.También sale en revista Conducta un artículo sobre el film de Orson Wells, Ciudadano Kane".
En 1945 publicó su primer libro, Uno y el Universo, una serie de artículos filosóficos en los que criticaba la aparente neutralidad moral de la ciencia y alerta sobre los procesos de deshumanización en las sociedades tecnológicas. Con el tiempo avanzaría hacia posturas libertarias y humanistas. Por esa obra recibió en el mismo año el primer premio de prosa de la Municipalidad de la Ciudad de Buenos Aires —concedido a partir del dictamen de un jurado conformado por los escritores Francisco Luis Bernárdez, Vicente Barbieri, Leónidas Barletta, Ricardo Molinari y Adolfo Bioy Casares— y la faja de honor de la Sociedad Argentina de Escritores. En 1947, con graves dificultades económicas, Julián Huxley intervino para que lo nombren como director de la UNESCO pero renunció a los dos meses.

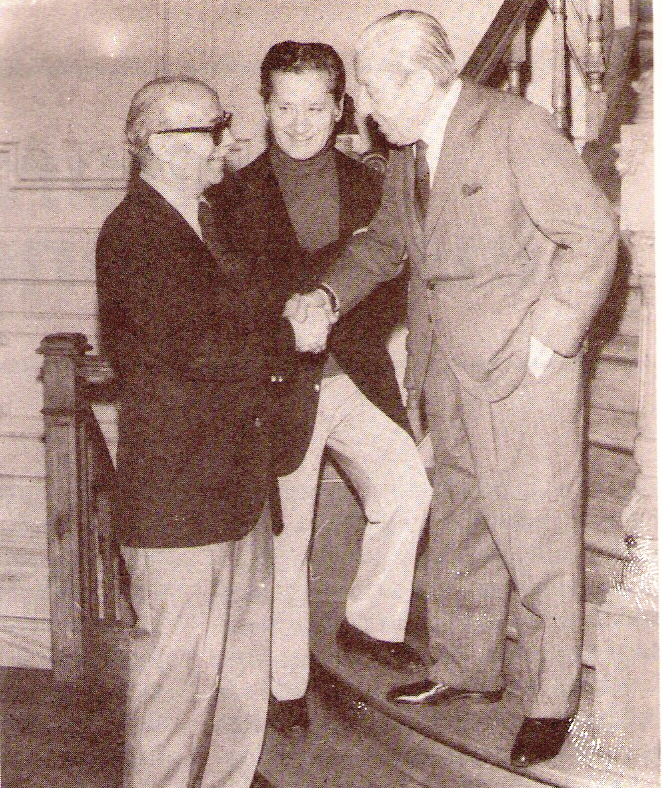
Ernesto Sabato, junto a Ben Molar y Julio de Caro.

En 1948, después de haber llevado los manuscritos de su novela a las editoriales de Buenos Aires y de ser rechazado por todas, publicó en la revista Sur El túnel, una novela psicológica narrada en primera persona. Enmarcada en el existencialismo, una corriente filosófica de enorme difusión en la época de posguerra, El túnel recibió críticas entusiastas de Albert Camus, quien lo hizo traducir por Gallimard al francés. Aparte de este, la novela ha sido traducida a más de diez idiomas.
En 1951 se publicó el ensayo Hombres y engranajes bajo la editorial Emecé, y un capítulo sobre Física en la Enciclopedia Práctica Jackson. Al año siguiente se estrenó en la Argentina la película de El túnel, una producción de Argentina Sono Film, dirigida por León Klimovsky. En 1953, nuevamente bajo la editorial Emecé, editó el ensayo Heterodoxia.
En 1955 fue nombrado interventor de la revista Mundo Argentino por el gobierno de facto impuesto por la Revolución Libertadora, cargo al que renunció al año siguiente por haber denunciado la aplicación de torturas a militantes obreros y los fusilamientos de junio de 1956. Ese mismo año presentó El otro rostro del peronismo: Carta abierta a Mario Amadeo, en donde, sin abdicar de sus antipatías hacia la figura del expresidente Juan Domingo Perón, efectúa la defensa de Evita y sus seguidores; posición que le creó numerosas críticas de los sectores intelectuales argentinos, que eran mayoritariamente opositores al gobierno derrocado.
En 1958, durante la presidencia de Arturo Frondizi, Sabato fue designado director de Relaciones Culturales en el Ministerio de Relaciones Exteriores, puesto al que también renunció al año siguiente por discrepancias con el gobierno.
En 1961 publicó Sobre héroes y tumbas, que ha sido considerada como una de las mejores novelas argentinas del siglo XX. Se trata de una novela que narra la historia de una familia aristocrática argentina en decadencia, intercalada con relato intimista sobre la muerte del general Juan Lavalle, héroe de la guerra de la Independencia Argentina, y con los desgarramientos de la historia argentina, como las guerras civiles del siglo XIX hasta 1955. Hacia 1967 contaba con más de 120 000 ejemplares vendidos. Es emblemática la anécdota de este libro, que según el propio Sabato, estaba destinado a la destrucción por el fuego como tantas otras obras suyas que no vieron la luz pública. Su supervivencia, relató el propio autor en una entrevista conducida por el periodista Joaquín Soler Serrano en un capítulo de su programa A fondo de 1977, se debe a la intervención de su esposa Matilde que lo convenció de publicarlo en vez de destruirlo. En el año 1964 había recibido el título de Chevalier des Arts et des Lettres, orden instituida por André Malraux.

Cuando decidí tomarlo para mi novela, no era, en modo alguno el deseo de exaltar a Lavalle, ni de justificar el fusilamiento de otro gran patriota como fue Dorrego, sino el de lograr mediante el lenguaje poético lo que jamás se logra mediante documentos de partidarios y enemigos; intentar penetrar en ese corazón que alberga el amor y el odio, las grandes pasiones y las infinitas contradicciones del ser humano en todos los tiempos y circunstancias, lo que sólo se logra mediante lo que debe llamarse poesía, no en el estrecho y equivocado sentido que se le da en nuestro tiempo a esa palabra, sino en su más profundo y primigenio significado.
Ernesto Sabato

La novela también incluye el Informe sobre ciegos, que a veces se ha publicado como pieza separada, y sobre el cual su hijo, Mario Sabato realizó una película. En 1965 se lanzó el disco Romance de la muerte de Juan Lavalle; cantar de gesta, con textos recitados de Sobre héroes y tumbas y canciones con letra de Sabato y música de Eduardo Falú. Otro interesado en adaptar la novela fue Astor Piazzolla, quien quiso componer una ópera, proyecto que finalmente quedó en una "Introducción", registrada en el disco Tango contemporáneo, nuevamente con recitados a cargo de Sabato. En ese mismo año en Milán, se tradujo al italiano el libro.
En 1966, la editorial Losada ofreció Obras de ficción, con prólogo de Harley D. Oberhelman. En 1967, Sobre héroes y tumbas se tradujo al francés como Alexandra, y también al alemán, con introducción de Witold Gombrowicz. Continuamente, presentó Pedro Henríquez Ureña: ensayo y antología, homenaje a su maestro y amigo. En 1968 editó, en la Editorial Universitaria de Santiago de Chile, Tres aproximaciones a la literatura de nuestro tiempo, mientras que en Copenhague se tradujo Sobre héroes y tumbas al danés.
En 1971 publicó Claves políticas que recoge conversaciones mantenidas con el grupo de El escarabajo de oro y cartas entre Sabato y Ernesto Che Guevara; comenzó a colaborar con el periódico La Opinión. En 1973, organizó sus ensayos sobre el tema La cultura en la encrucijada nacional y obtuvo el premio del Institut fur Auslandsbeziehungen de Stuttgart (República Federal de Alemania).
Su siguiente novela, Abaddón el exterminador, se publicó en 1974; de corte autobiográfico con una estructura narrativa fragmentaria y de argumento apocalíptico en el cual Sabato se incluye a sí mismo como personaje principal y retoma a algunos de los personajes ya aparecidos en Sobre héroes y tumbas. En aquel año recibió el Gran Premio de la Sociedad Argentina de Escritores (SADE).

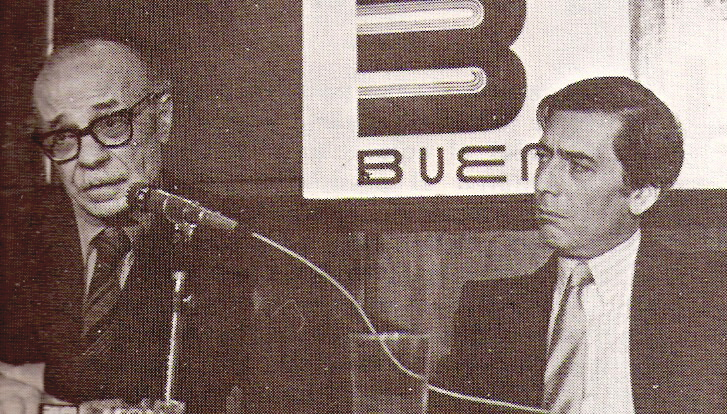
Ernesto Sabato con el escritor peruano Mario Vargas Llosa, en la revista Pájaro de Fuego (n.º 36) de junio de 1981.

En 1975, Sabato obtuvo el premio de Consagración Nacional de la Argentina. En 1976, se le concedió el premio a la Mejor Novela Extranjera en París (Francia) por Abaddón el exterminador, mientras que en Italia recibió el premio Medici al mejor libro extranjero en 1977 por la misma obra. En 1978, le otorgaron la Gran Cruz al mérito civil en España. En 1979 fue distinguido en Francia como comandante de la Legión de Honor.
Para la década de 1970, Sabato sentía que, como escritor, había dicho «todo lo que tenía que decir sobre los grandes temas de la condición humana: la muerte, el sentido de la existencia, la soledad, la esperanza y la existencia de Dios».En 1983, a modo de epitafio, dijo: «Soy un simple escritor que ha vivido atormentado por los problemas de su tiempo, en particular por los de su nación. No tengo otro título». El retiro de la actividad literaria coincidió con el agravamiento de sus problemas de la vista, por lo que dejó de leer y escribir por prescripción médica, para dedicarse a la pintura. A pesar de esto, en años posteriores continuó publicando esporádicamente.

### Labor en la Conadep y Premio Cervantes
Por solicitud del presidente Raúl Alfonsín, presidió entre los años de 1983 y 1984 la CONADEP (Comisión Nacional sobre la Desaparición de Personas), cuya investigación, plasmada en el libro Nunca más, abrió las puertas para el juicio a las juntas militares de la dictadura militar en 1985.
En 1984 recibió el Premio Miguel de Cervantes, máximo galardón literario concedido a los escritores de habla hispana. Fue el segundo escritor argentino en recibir este premio, luego de Jorge Luis Borges en 1979. Se conserva su discurso en ocasión de la recepción del premio citado. También recibió el Premio Konex - Diploma al Mérito en 1984 como uno de los cinco mejores novelistas con obra publicada antes de 1950 en la historia en la Argentina, otorgado por la Fundación Konex. Además la Municipalidad de la Ciudad de Buenos Aires lo nombró Ciudadano Ilustre, recibió la Orden de Boyacá en Colombia y la OEA le otorgó el premio Gabriela Mistral. Dos años más tarde, en 1986, se le hizo entrega de la Gran Cruz de Oficial de la República Federal de Alemania. En 1989 se le concedió el premio Jerusalén en Israel y fue nombrado Doctor honoris causa por la Universidad de Murcia (España); en 1991 por la Universidad de Rosario y la Universidad de San Luis (de la Argentina), en 1995 por la Universidad de Turín (Italia) y en 1996 por la Universidad Nacional de Río Cuarto.

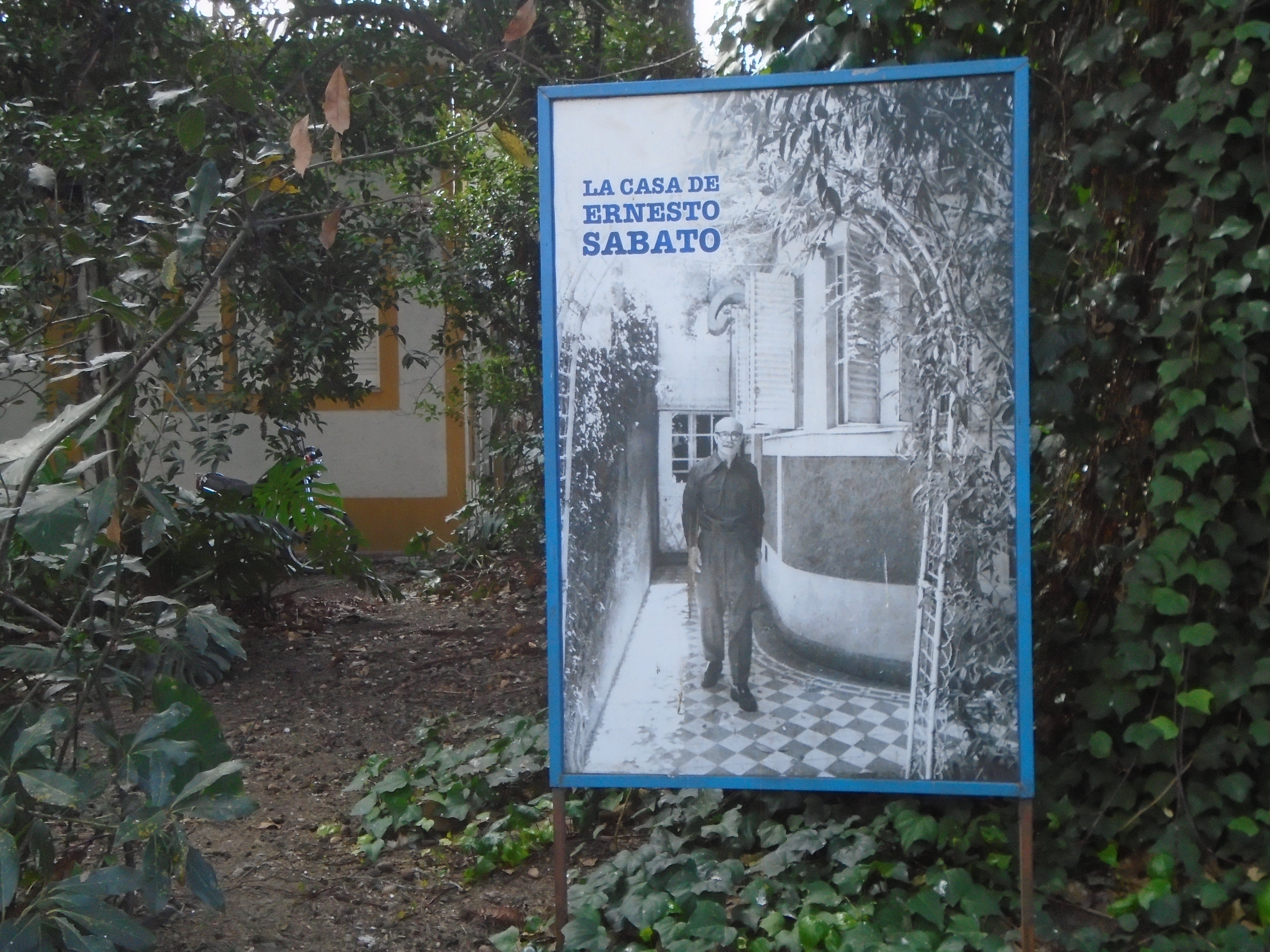
Casa de Ernesto Sabato (Santos Lugares).

### Últimos años
El 21 de diciembre de 1990, en su casa de Santos Lugares se casó «por iglesia» con Matilde Kusminsky Richter. La ceremonia fue oficiada por los obispos Justo Oscar Laguna y Jorge Casaretto.
En 1992 fue invitado al programa Fax conducido por Nicolás Repetto emitido por Canal 13. En ese reportaje contó que cuando jugaba al fútbol de chico era muy violento. Y comentó sobre este deporte: 

El fútbol es un amistoso juego porque es algo universal, tiene sus grandes partidos y memorables. Hay momentos de verdadero ballet.

Yo entiendo la pasión en el fútbol porque la pasión es violenta.

En 1995 murió su hijo Jorge Federico en un accidente automovilístico. En 1997 recibió el XI Premio Internacional Menéndez Pelayo por parte de la Universidad homónima. El 30 de septiembre de 1998 falleció su esposa, Matilde Kusminsky Richter, y publicó sus memorias bajo el título de Antes del fin y el 4 de junio de 2000 presentó La resistencia en la página de Internet del diario Clarín, convirtiéndose de esta manera en el primer escritor de lengua española en publicar un libro gratuitamente en Internet antes que en papel. La edición en papel fue lanzada el 16 de junio. En 2002 se le concedió la Medalla de Oro del Círculo de Bellas Artes de Madrid y la Medalla de Honor de la Universidad Carlos III en reconocimiento a sus méritos literarios, como así también el Premio Extremadura a la Creación a la mejor Trayectoria Literaria de Autor Iberoamericano (Consejería de Cultura de la Junta de Extremadura).
En 2004, en una emotiva ceremonia, recibió un homenaje por parte del III Congreso Internacional de la Lengua Española en presencia de Cristina Fernández de Kirchner y José Saramago. Después, la Real Academia Española lo homenajeó también y en 2005 fue distinguido en el Colegio Nacional de la Plata.
El 11 de febrero de 2009 la SGAE lo propuso por tercera vez ante la Academia Sueca como candidato al Premio Nobel de Literatura de 2009 junto con los escritores españoles Francisco Ayala y Miguel Delibes.

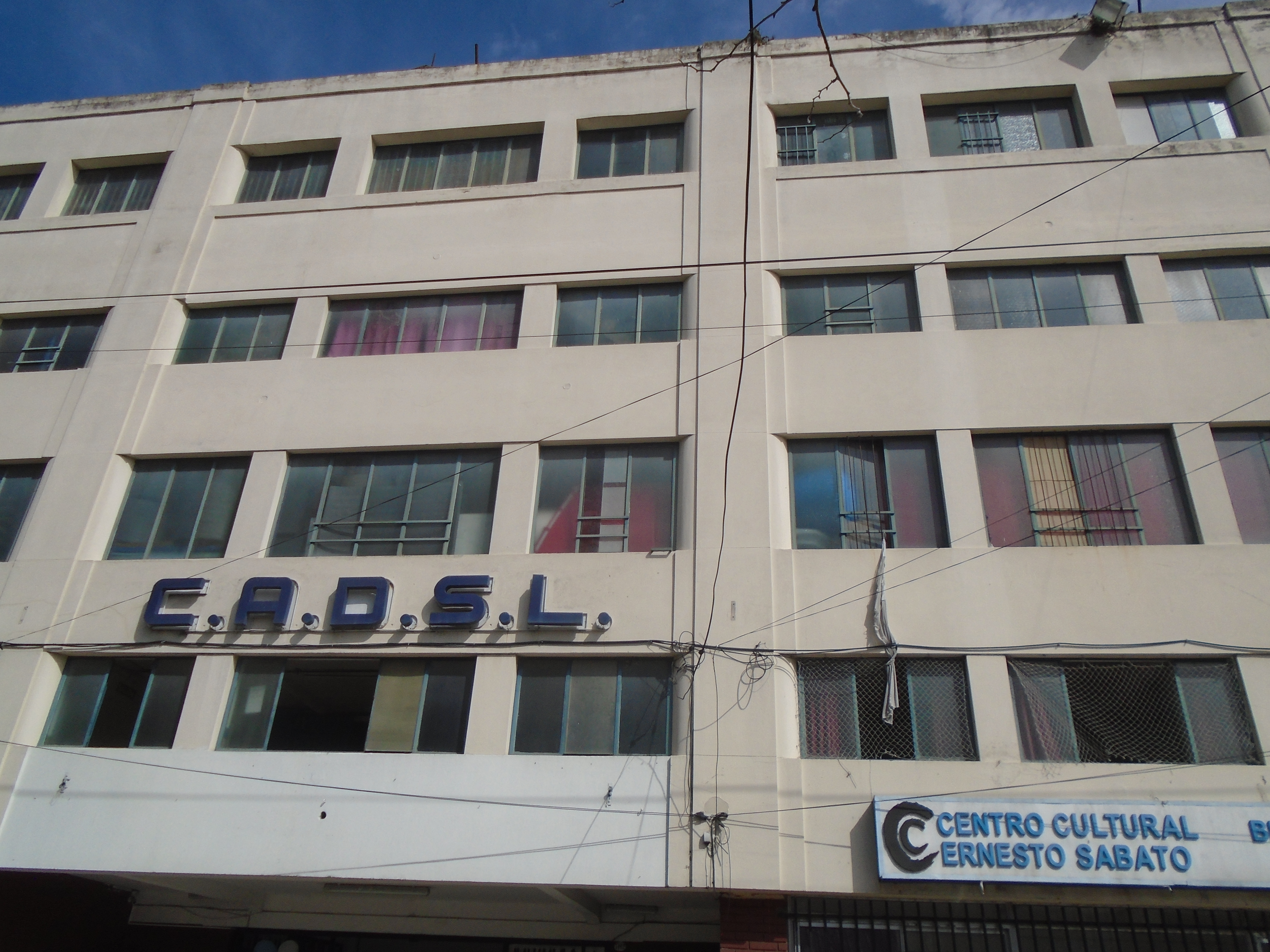
Club Defensores de Santos Lugares, donde Ernesto Sabato fue velado.

### Fallecimiento
Falleció en su hogar en Santos Lugares durante la madrugada del 30 de abril de 2011, 55 días antes de cumplir 100 años, a causa de una neumonía derivada de una bronquitis que lo aquejaba desde hacía algunos meses (también padecía serios problemas de visión), según informaron sus allegados. El velatorio se realizó a partir de las 17 horas del mismo día en el club Defensores de Santos Lugares, enfrente de su casa de Saverio Langeri 3135. A pesar de su última petición de que sus restos fueran inhumados en el jardín de su vivienda y que no se enviaran ofrendas florales, fue enterrado en el cementerio Jardín de Paz, en Pilar, junto a su esposa y su hijo mayor, luego de un oficio religioso llevado a cabo por monseñor Jorge Casaretto. A su funeral asistieron personalidades como Magdalena Ruiz Guiñazú, Francisco de Narváez, Graciela Fernández Meijide, Juan Carr, Ricardo Alfonsín, entre otros. Por su parte, la presidenta Cristina Fernández de Kirchner envió condolencias a la familia y una ofrenda floral. Su deceso fue confirmado por su colaboradora Elvira González Fraga, quien declaró: «Estaba sufriendo hace tiempo, pero todavía pasaba algunos momentos buenos, principalmente cuando escuchaba música».
Su muerte coincidió con la celebración de la ciudad de Buenos Aires como Capital Mundial del Libro 2011, y con el desarrollo de la 37.ª edición de la Feria Internacional del Libro de Buenos Aires. Un día después recibió un homenaje conjunto a su persona y a Adolfo Bioy Casares en la sala Jorge Luis Borges, por parte del Instituto Cultural en la Feria del Libro llevada a cabo en Buenos Aires, y los preparativos para las celebraciones del centenario de su natalicio ya estaban en marcha.

## Homenajes
Los medios de prensa definieron de inmediato el fallecimiento de Sabato como el de una figura que sobrepasó la literatura para convertirse en ícono del regreso democrático en la Argentina. En su portada digital del 30 de abril, el periódico El País (Madrid) lo llamó «último clásico de las letras argentinas» y el periódico El Mundo (Madrid) lo tituló «el último superviviente de los escritores con mayúscula de la Argentina».
Ricardo Gil Lavedra ―quien integró el tribunal que juzgó a las juntas militares― dijo pocas horas después de la muerte de Sabato: «Fue una personalidad emblemática». León Arslanian aseguró: «Fue muy importante el aporte que hizo la CONADEP y su influencia. Tiempo después, tuvimos la oportunidad de dialogar, su visión siempre fue trágica, reproducía el horror que de algún modo a él le tocaba comentar».
En las redes sociales se reiteraron rápidamente los mensajes relacionados con vivencias, recuerdos y frases del escritor. La más registrada y reproducida pocos minutos después de su muerte fue su oración: «La vida es tan corta y el oficio de vivir tan difícil, que cuando uno empieza a aprenderlo, ya hay que morirse».
El 24 de junio de 2011, conmemorándose el natalicio del escritor, la ciudad de Buenos Aires lo homenajeó con una serie de actividades organizadas por el Ministerio de Cultura porteño y se leyeron fragmentos de sus libros en diversas entidades y en la Torre de Babel (de Marta Minujín); además su hijo, Mario Sabato, anunció la remodelación de la residencia de su padre para posteriormente ser convertida en un museo, que tuvo su inauguración en 2012. Como homenaje, el Ministerio de Cultura porteño colocó una gran foto del escritor, reproducida sobre una tela de 88 metros de ancho por 34 metros de alto, sobre la fachada del Edificio Del Plata en Cerrito 211.
El 19 de septiembre de 2014, después de tres años de demoras por falta de fondos, la familia Sabato finalmente reabrió la casa del escritor como un «museo vivo» dedicado a recordar su vida y su obra. Las visitas son los sábados a las 15 horas, y están a cargo de los nietos del escritor y del mismo Sabato, que aparece en pantallas colocadas en las distintas habitaciones relatando anécdotas y describiendo a cada una.
En 2016, el Concejo Deliberante de Tres de Febrero aprobó el cambio de nominación de la calle Saverio Langeri, donde se ubica la casa museo, por el de Ernesto Sabato.

## Activismo e ideología política
En su juventud, Sabato fue un activista del Partido Comunista, en donde llegó a secretario general de la Federación Juvenil Comunista. En este sentido, según narra en su entrevista realizada por el periodista español Joaquín Soler Serrano, en el programa televisivo A fondo, de 1977, se desilusionó, a causa de las políticas de Stalin, mientras se encontraba representado a la juventud comunista de Argentina en un congreso de jóvenes comunistas en París, en los años previos a la Segunda Guerra Mundial. Posteriormente se iba a alejar del comunismo marxista, desilusionado por el rumbo que había tomado la dictadura de Stalin en la Unión Soviética.
Detractor del peronismo, Sabato fue uno de los primeros en aportar una interpretación al gobierno del General Juan Domingo Perón tras el derrocamiento de su segundo gobierno, el cual apareció publicado bajo el título de El otro rostro del peronismo en 1956. En este ensayo, Sabato criticó duramente al peronismo:

El motor de la historia es el resentimiento, que ―en el caso argentino― se acumula desde el indio, el gaucho, el gringo, el inmigrante y el trabajador moderno, hasta conformar el germen del peronista, el principal resentido y olvidado.
Ernesto Sabato

El desconocido coronel Perón, cuya estrella empezaba a levantarse sobre el horizonte vio claro que había llegado para el país la era de las masas. Y tanto su aprendizaje en Italia, su natural tendencia al fascismo, su infalible olfato para la demagogia, su idoneidad para intuir y despertar las peores pasiones de la multitud, su propia experiencia de resentido social -hijo natural como era- y por lo tanto su comprensión y valoración del resentimiento como resorte primordial de un gran movimiento de masas, y finalmente su absoluta falta de escrúpulos; todo lo capacitaba para convertirse no solamente en el jefe de las multitudes argentinas sino también en su explotador.

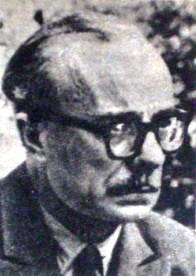
Ernesto Sabato

A pesar de sus críticas al movimiento peronista y a Juan Domingo Perón, Sabato alabó a Eva Duarte, declarando que ella fue la «auténtica revolucionaria». Posteriormente, Sabato no quiso reeditar el El otro rostro del peronismo; y para 1987, cuando se publicaron sus Obras completas, se aseguró en el prefacio de que este ensayo sería publicado en un nuevo tomo de escritos políticos, que hasta el día de hoy no fue editado.
Respecto a la denominada Revolución Libertadora que derrocó a Perón en el año 1955, Sabato expresó en correspondencia que intercambió con Ernesto Che Guevara:

Cuando en momentos en que se producía la revolución de 1955 yo vi modestas sirvientitas llorando en silencio, pensé (por fin) que los árboles nos habían impedido ver el bosque y que los afamados textos en que habíamos leído sobre revoluciones químicamente puras nos habían impedido ver con nuestros propios ojos una revolución sucia (como siempre son los movimientos históricos reales) que se desarrollaba tumultuosamente ante nosotros.
Ernesto Sabato
Santos Lugares, 1 de febrero de 1960

Cuando el general Onganía derrocó al presidente Illia, Sabato aplaudió diciendo:

Debemos tener el coraje para comprender que han acabado, que habían acabado instituciones en las que nadie creía seriamente. ¿Vos creés en la Cámara de Diputados?
Ernesto Sabato en revista Gente del 28 de julio de 1966

Esta declaración no fue poca cosa viniendo de un intelectual reconocido, ya que la dictadura de Onganía fue particularmente feroz contra los escritores y científicos, dejando para la memoria de los argentinos la Noche de los Bastones Largos, un ataque a la Universidad de Buenos Aires que obligó a exiliarse a decenas de los mejores académicos de la Argentina. Sabato no dijo nada de esto, a pesar de que tenía libre acceso a los diarios y micrófonos.
Durante el gobierno de María Estela Martínez de Perón, Sabato se sentía amenazado por la Triple A. Sin embargo, no se dejó intimidar por ello y publicó el ensayo Nuestro tiempo del desprecio, además de diversos artículos periodísticos lanzados en el exterior en los que denunciaba la represión militar. De acuerdo a Ángela Dellepiane en su investigación para la UNESCO, el diario La Razón del 20 de mayo de 1976 y La Opinión del 21 de mayo ―aún dirigido por Jacobo Timerman― dan el testimonio directo del escritor sobre lo ocurrido. «Hay otra cosa que me angustia y que me sentí en la obligación de plantear: la caza de brujas». En relación con los casos de Antonio Di Benedetto y el arquitecto Jorge Hardoy, Sabato expresó: «...di nombres de personas que honran al país y que han sufrido expulsión de sus lugares de trabajo y hasta detención».

### Dictadura
El 19 de mayo de 1976 el dictador Jorge Rafael Videla protagonizó un almuerzo con un grupo de intelectuales argentinos, entre los que se contaban Ernesto Sabato, Jorge Luis Borges, Horacio Esteban Ratti y el padre Leonardo Castellani. De todos, solamente el padre Castellani hizo referencia al dictador de la desaparición de Haroldo Conti y pidió por su situación. Luego de la comida, Sabato declaró a la prensa:

Es imposible sintetizar una conversación de dos horas en pocas palabras, pero puedo decir que con el presidente de la nación hablamos de la cultura en general, de temas espirituales, culturales, históricos y vinculados con los medios masivos de comunicación. [...] Hubo un altísimo grado de comprensión y respeto mutuo. En ningún momento el diálogo descendió a la polémica literaria o ideológica. Tampoco incurrimos en el pecado de caer en la banalidad. Cada uno de nosotros vertió, sin vacilaciones, su concepción personal de los temas abordados.[...] El general Videla me dio una excelente impresión. Se trata de un hombre culto, modesto e inteligente. Me impresionó la amplitud de criterio y la modestia del presidente.
Ernesto Sabato

El escritor Osvaldo Bayer señala que con el advenimiento de la democracia, Sabato intentó justificar esa visita de apoyo a Videla como un reclamo por sus colegas desaparecidos. Los otros comensales desmintieron esa versión de Sabato y relataron que la única propuesta del escritor fue la creación de una comisión de censura para la televisión.
Este episodio le trajo numerosas críticas en los años siguientes ―tal como ocurrió con otros personajes mediáticos que apoyaron abiertamente a la dictadura, como Mirtha Legrand (presentadora de televisión) o Juan Manuel Fangio (director de la empresa Mercedes Benz en Argentina responsable de la entrega de los delegados gremiales)― en casos similares. Entre sus detractores se contó al escritor Osvaldo Bayer, quien acusó a Sabato de «formar parte de la hipocresía argentina». En el exilio, Osvaldo Bayer relató como Sabato apoyó a la dictadura promocionando el Mundial de fútbol de 1978 en varios medios. Se destaca una nota en la revista alemana Geo-Magazin, en la que describía a los argentinos como «del color de piel de los europeos» que «comen como los italianos y visten como un inglés». El intelectual argentino blanqueó los horrores de la dictadura al mismo tiempo que dejaba mal parados a los refugiados argentinos en Europa.

La continuidad de Martínez de Hoz nadie cuestiona, pero a quien tampoco nadie respalda con mayor religiosidad que el teniente General Videla. Exactamente eso: con un verdadero acto de fe hacia la gestión del ministro, lo que expresa, más que un acto político un apoyo virtualmente religioso.[cita requerida]
Ernesto Sabato, entrevista en el diario La Nación.

En 1979, Sabato publicó Apologías y rechazos, siete extensos ensayos sobre los males de la educación, en los que desafió a la censura impuesta por la dictadura militar en la Argentina. Por otra parte, el 12 de agosto de 1980 el periódico Clarín publicó la solicitada en la que se pidió por el destino de los ciudadanos argentinos desaparecidos durante la dictadura militar, con el título: «Se publique la lista de los desaparecidos. Se informe el paradero de los mismos»: Ernesto Sabato fue uno de los 175 firmantes.

### Conadep
Una vez terminada la dictadura militar, Ernesto Sabato presidió la Comisión Nacional sobre la Desaparición de Personas, CONADEP, una comisión encargada de investigar las violaciones a los derechos humanos ocurridos en la Argentina entre 1976 y 1983 a manos de la citada dictadura militar. Esa investigación y posterior informe fueron plasmados en el sobrecogedor libro Nunca Más, en el que se recogen los testimonios de las desapariciones, torturas y muertes de personas durante la dictadura militar. La CONADEP constató que «existieron 340 centros clandestinos de detención» a lo largo de todo el territorio argentino, donde tuvieron lugar torturas y ejecuciones. El informe incluyó además la descripción detallada de los métodos de tortura.
El 20 de septiembre de 1984, Sabato entregó al presidente Raúl Ricardo Alfonsín el informe de la comisión. Ese día, los organismos de derechos humanos convocaron a una concentración para respaldar dicha ceremonia, a la que acudieron cerca de 70 000 personas. Adhirieron a esa marcha el Servicio de Paz y Justicia (SerPaJ) liderado por el premio nobel Adolfo Pérez Esquivel, la Asamblea Permanente por los Derechos Humanos (APDH), el Movimiento Ecuménico por los Derechos Humanos (MEDH), la Liga Argentina por los Derechos del Hombre (LADH) y la agrupación Familiares de Detenidos Desaparecidos por Razones Políticas (FDDRP).
El informe se hace eco de lo que se dado en llamar teoría de los dos demonios que relaciona los actos de violencia y terrorismo perpetrados por el Estado argentino con los actos violentos perpetrados por las organizaciones guerrilleras (como Montoneros y el ERP). La siguiente frase de Sabato en el prólogo al informe es representativa de esta visión imperante durante el juicio a las juntas:

Durante la década del 70 la Argentina fue convulsionada por un terror que provenía tanto desde la extrema derecha como de la extrema izquierda [...] a los delitos de los terroristas, las Fuerzas Armadas respondieron con un terrorismo infinitamente peor que el combatido, porque desde el 24 de marzo de 1976 contaron con el poderío y la impunidad del Estado absoluto, secuestrando, torturando y asesinando a miles de seres humanos.
Texto de Ernesto Sabato acerca de los «terroristas»

Con los años, la casi totalidad de organismos de derechos humanos defendieron y auspiciaron el informe Nunca Más en sus continuas reediciones. Algunos autores ponderan que el tiempo pareció potenciar las virtudes del informe, muy posiblemente debido al efecto profundo que causó en la sociedad argentina en los años posteriores a su divulgación.
El informe Nunca más iba a abrirles las puertas para el juicio a las Juntas de la dictadura militar. Más tarde, Sabato condenó públicamente los doscientos ochenta indultos otorgados en 1989 a civiles y militares implicados en torturas, muertes y desapariciones durante el período de la dictadura en la Argentina.

### Últimos años
En sus últimos escritos y apariciones públicas, declaró considerar que «es desde una actitud anarcocristiana que habremos de encaminar la vida».

¡Yo soy un anarquista! Un anarquista en el sentido mejor de la palabra. La gente cree que anarquista es el que pone bombas, pero anarquistas han sido los grandes espíritus como, por ejemplo León Tolstoi.
Ernesto Sabato

Aunque fui un comunista activista, el anarquismo siempre me ha parecido una vía de conseguir justicia social con libertad plena. Y valoro el cristianismo del Evangelio. Este siglo es atroz y va a terminar atrozmente. Lo único que puede salvarlo es volver al pensamiento poético, a ese anarquismo social, y al arte.
Ernesto Sabato

Luego de su deserción del socialismo de Estado, Sabato abogó en general por una sociedad basada en la libertad individual y la libre asociación, en el cooperativismo en la ciencia y la economía, y en la descentralización política.

La formidable crisis del hombre, esta crisis total, está sirviendo al menos para reconsiderar los modelos. Y no es casualidad que en diferentes partes del mundo empiece a reivindicarse otro tipo de socialismo, más cercano a aquel que preconizaba Proudhon, o al que en nuestros tiempos han sostenido espíritus nobles y lúcidos como Mounier, entre los cristianos y Bertrand Russell, entre los agnósticos. [...] Un socialismo que respete la persona, que termine con la alienación y la sociedad de consumo, que termine con la miseria física pero también con la espiritual, que ponga la técnica y la ciencia al servicio del hombre y no, como está sucediendo, el hombre al servicio de aquellas. Un socialismo descentralizado que evite los pavorosos males del superestado, de la policía secreta y de los campos de concentración [...]

Años antes de su fallecimiento, se unió a la amplia lista de prominentes figuras de América Latina que manifestaron su apoyo a la independencia de Puerto Rico a través de su adhesión a la Proclama de Panamá aprobada por unanimidad en el Congreso Latinoamericano y Caribeño por la Independencia de Puerto Rico celebrado en Panamá en noviembre de 2006.

## Obras

### Novelas
- 1948: El túnel
- 1961: Sobre héroes y tumbas
- 1974: Abaddón el exterminador

### Ensayos
- 1945: Uno y el Universo
- 1951: Hombres y engranajes
- 1952: Heterodoxia
- 1956: El otro rostro del peronismo
- 1956: El caso Sábato: torturas y libertad de prensa. Carta abierta al general Aramburu
- 1963: El escritor y sus fantasmas
- 1963: Tango, discusión y clave
- 1967: Pedro Henríquez Ureña
- 1968: Tres aproximaciones a la literatura
- 1974: Eduardo Falú
- 1975: Carta a un joven escritor
- 1976: Diálogos con Jorge Luis Borges
- 1976: La cultura en la encrucijada nacional
- 1979: Apologías y rechazos
- 1979: Los libros y su misión en la liberación e integración de la América Latina
- 1985: Nunca más: informe de la Comisión Nacional sobre la Desaparición de Personas (CONADEP)
- 1988: Entre la letra y la sangre
- 1990: Querido y remoto muchacho
- 1998: Antes del fin
- 2000: La resistencia
- 2002 El horizonte ante el abismo
- 2002 Confesiones de un viejo escritor
- 2004: España en los diarios de mi vejez

### Antologías
- 1967: ¿Qué es el existencialismo?
- 1967: El pensamiento nacional y la encíclica Popularum Progressio
- 1969: Itinerario
- 1969: La convulsión política de nuestro tiempo. Enfrentamientos y coincidencias de una dramática selección de textos, frases, citas y aforismos
- 1971: Claves políticas
- 1973: La cultura en la encrucijada nacional
- 1974: Páginas vivas
- 1975: Antología
- 1981: La robotización del hombre y otras páginas
- 1982: Narrativa completa
- 1985: Páginas de Ernesto Sábato
- 1986: Sábato: cultura y educación
- 1989: Lo mejor de Ernesto Sábato
- 1995: Ernesto Sábato: pintura

### Como antologador
- 1999: Cuentos que me apasionaron 1
- 1999: Cuentos que me apasionaron 2

### Obras completas
- 1966 Obras de ficción
- 1970 Obras de ensayo
- 1997 Obras completas. Ensayos
- 1997 Obras completas. Narrativa

| Predecesor: Rafael Alberti | Premio Miguel de Cervantes 1984 | Sucesor: Gonzalo Torrente Ballester |